# Liste der Beiträge für den besten fremdsprachigen Film für die Oscarverleihung 1983
Die folgenden 25 Filme, alle aus verschiedenen Ländern, waren Vorschläge in der Kategorie Bester fremdsprachiger Film für die Oscarverleihung 1983. Die hervorgehobenen Titel waren die fünf letztendlich nominierten Filme, welche aus den Ländern Frankreich, Nicaragua, Schweden, Spanien und der Sowjetunion stammen. Der Oscar ging an Volver a empezar (Starting Over), der Spanien repräsentierte.
Zum ersten Mal wurde ein Filmbeitrag aus Nicaragua für diesen Preis eingereicht. Aus der Schweiz wurde der Film Yol – Der Weg eingereicht, welcher eigentlich aus der Türkei stammt. Dieser wurde dort jedoch aufgrund seines politischen Inhaltes verboten und in die Schweiz geschmuggelt sowie in Paris geschnitten.

## Beiträge
| Land             | Deutscher Verleihtitel       | Sprache(n)          | Originaltitel                               | Regisseur(e)               | Ergebnis        |
| ---------------- | ---------------------------- | ------------------- | ------------------------------------------- | -------------------------- | --------------- |
| Algerien         | Vent de sable                | Französisch         | Vent de sable                               | Mohamed Lakhdar-Hamina     | Nicht Nominiert |
| Argentinien      | Últimos días de la víctima   | Spanisch            | Últimos días de la víctima                  | Adolfo Aristarain          | Nicht Nominiert |
| Belgien          | Menuett                      | Niederländisch      | Menuet                                      | Lili Rademakers            | Nicht Nominiert |
| Bulgarien        | Khan Asparuch                | Bulgarisch          | Хан Аспарух (Khan Asparoukh)                | Ludmil Staikov             | Nicht Nominiert |
| Dänemark         | Baum der Erkenntnis          | Dänisch             | Kundskabens træ                             | Nils Malmros               | Nicht Nominiert |
| BR Deutschland   | Fitzcarraldo                 | Deutsch             | Fitzcarraldo                                | Werner Herzog              | Nicht Nominiert |
| Frankreich       | Der Saustall                 | Französisch         | Coup de Torchon                             | Bertrand Tavernier         | Nominiert       |
| Griechenland     | Angelos                      | Griechisch          | Ангел (Angelos)                             | Giorgos Katakouzinos       | Nicht Nominiert |
| Island           | Okkar á milli                | Isländisch          | Okkar á milli: Í hita og þunga dagsins      | Hrafn Gunnlaugsson         | Nicht Nominiert |
| Israel           | Der Wind der Wüste           | Hebräisch, Arabisch | חמסין (Hamsin)                              | Daniel Wachsmann           | Nicht Nominiert |
| Italien          | Die Nacht von San Lorenzo    | Italienisch         | La Notte di San Lorenzo                     | Paolo und Vittorio Taviani | Nicht Nominiert |
| Japan            | Onimasa                      | Japanisch           | 鬼龍院花子の生涯 (Kiryûin Hanako no shôgai) | Hideo Gosha                | Nicht Nominiert |
| Jugoslawien      | Der Duft der Quitte          | Bosnisch            | Miris dunja                                 | Mirza Idrizović            | Nicht Nominiert |
| Kanada           | Les Fleurs sauvages          | Französisch         | Les fleurs sauvages                         | Jean Pierre Lefebvre       | Nicht Nominiert |
| Nicaragua        | Alsino und der Condor        | Spanisch            | Alsino y el cóndor                          | Miguel Littín              | Nominiert       |
| Niederlande      | Van de koele meren des doods | Niederländisch      | Van de koele meren des doods                | Nouchka van Brakel         | Nicht Nominiert |
| Norwegen         | Leve sitt liv                | Norwegisch          | Leve sitt liv                               | Petter Vennerød, Svend Wam | Nicht Nominiert |
| Portugal         | Francisca                    | Portugiesisch       | Francisca                                   | Manoel de Oliveira         | Nicht Nominiert |
| Schweden         | Der Flug des Adlers          | Schwedisch          | Ingenjör Andrées luftfärd                   | Jan Troell                 | Nominiert       |
| Schweiz          | Yol – Der Weg                | Türkisch            | Yol                                         | Şerif Gören, Yılmaz Güney  | Nicht Nominiert |
| Sowjetunion      | Ein Privatleben              | Russisch            | Частная жизнь (Tschastnaja schisn)          | Yuli Raizman               | Nominiert       |
| Spanien          | Volver a empezar             | Spanisch            | Volver a empezar                            | José Luis Garci            | Gewonnen        |
| Taiwan           | Xin hai shuang shi           | Mandarin            | 辛亥双十 (Xin hai shuang shi)               | Ding Shan Xi               | Nicht Nominiert |
| Tschechoslowakei | Der Gehilfe                  | Slowakisch          | Pomocnik                                    | Zoro Zahon                 | Nicht Nominiert |
| Ungarn           | Die Zeit steht still         | Ungarisch           | Megáll az idö                               | Péter Gothár               | Nicht Nominiert |